# Lễ Xanh (Zielone Świątki)
Lễ Xanh, hay còn được gọi là Lễ Thánh Tinh thần Hạ trần (Zesłanie Ducha Świętego), hoặc là lễ Thứ Năm Mưới (Ngũ Tuần) là một trong những lễ lớn của Đạo Thiên chúa Kitô, sau lễ Phục sinh và lễ Giáng sinh. Lễ xanh được tổ chức để tưởng nhớ về sự kiện Chúa Giêsu đã phục sinh theo các miêu tả được ghi trong lịch sửc các Thánh Tông đồ. Theo Kinh Thánh, trong một bữa ăn tối của các vị Thánh Tông đồ đã xuất hiện Thánh Tinh thần Hạ trần, vì vậy mà các vị Thánh Tông đồ này bắt đầu nói bằng những ngôn ngữ khác nhau và họ đã nhận được những món quà tinh thần. Lễ Xanh rơi vào 49 ngày (7 tuần) sau ngày Chủ Nhật của lễ Phục Sinh, ở Ba Lan đây là một ngày nghĩ làm việc và nghĩ buôn bán.

## Truyền thống
Cho đến gần đây, Lễ Xanh không chỉ là một lễ kỷ niệm của nhà thờ, mà còn là một lễ hội dân gian quan trọng, đầy ắp tiếng hát, tiếng cười, cùng với các điệu nhảy múa vô tư, vui vẻ của người tham gia. Nhiều phong tục khác nhau đã được tái hiện, tuy nhiên phổ biến đó là việc đốt lửa trong buổi lễ, đây được xem như là biểu tượng của mặt trời, là sự linh thiêng của cộng đồng người Slav. Vì trong quá khứ, lửa được cho là để sưởi ấm linh hồn của tổ tiên, và bằng sức mạnh kỳ diệu của ngọn lửa, bảo vệ mùa màng, bảo vệ động vật trên các trang trại khỏi cái ác. Trong Kitô giáo, lửa cháy trong ngày lễ có liên quan đến ngọn lửa của Chúa Thánh Thần gửi đến các Tông đồ.
Theo truyền thống dân gian, ngày Lễ Xanh trước hết là nói lời tạm biệt với mùa xuân và chào đón mùa hè, một ngày lễ của những người nông dân và người chăn cừu. Trong quá khứ, vào ngày lễ này, các ngôi nhà được trang trí bằng những nhánh cây sồi, bạch dương, cây bồ đề hoặc cây thông. Các khung cửa chính, cửa sổ, cổng và thậm chí hàng rào cũng được trang trí theo cách này, họ tin rằng tất cả các loài gây hại, côn trùng và ma thuật xấu xa sẽ rời rời đi. Cũng vào ngày lễ này, người nông dân đưa gia súc của họ đến đồng cỏ trước khi mặt trời mọc, họ tin rằng điều này sẽ làm cho gia súc của họ có nhiều sữa và sẽ không hết thức ăn cho đến cuối mùa thu.